# Chrysochampsa
Chrysochampsa — вимерлий моновидовий рід алігаторин. Скам'янілості були знайдені у формації Золота Долина в Північній Дакоті і датуються регіональною північноамериканською фауністичною стадією Васатчі раннього еоцену. Іноді пропонувалося вважати цей рід синонімом Allognathosuchus, але зараз загальновизнано, що Chrysochampsa відрізняється від усіх інших алігатороїдів і є окремим таксоном.